# 杨氏不等式
在数学上，楊氏不等式，指出：假设{\displaystyle a}, {\displaystyle b}, {\displaystyle p}和{\displaystyle q}是正实数 ，且有{\displaystyle {\frac {1}{p}}+{\frac {1}{q}}=1}，那么：
{\displaystyle ab\leq {\frac {a^{p}}{p}}+{\frac {b^{q}}{q}}.}
等号成立当且仅当{\displaystyle a^{p}=b^{q}} ，因为这时{\displaystyle ab=a(b^{q})^{1 \over q}=aa^{p \over q}=a^{p}={a^{p} \over p}+{b^{q} \over q}}。
楊氏不等式是加权算术－几何平均值不等式的特例，也是证明赫爾德不等式的一个快捷方法。该不等式以威廉·亨利·杨命名。

## 证明
我们知道函数{\displaystyle f(x)=e^{x}}是一个凸函数， 因为它的二阶导数恒为正。 从而我们有：
{\displaystyle ab=e^{\ln(a)}e^{\ln(b)}=e^{{1 \over p}\ln(a^{p})+{1 \over q}\ln(b^{q})}\leq {1 \over p}e^{\ln(a^{p})}+{1 \over q}e^{\ln(b^{q})}={a^{p} \over p}+{b^{q} \over q}}
这里我们使用了凸函数的一个性质：对任意 {\displaystyle t} ，若 {\displaystyle 0<t<1}，则有：
{\displaystyle f(tx+(1-t)y)\leq tf(x)+(1-t)f(y)}

## 推广
设{\displaystyle \phi :\mathbb {R} \rightarrow \mathbb {R} }是一个连续、严格递增函数且 {\displaystyle \phi (0)=0} 。那么下面的不等式成立：
{\displaystyle ab\leq \int _{0}^{a}\phi (x)dx+\int _{0}^{b}\phi ^{-1}(y)dy}
观察{\displaystyle \phi (x)}的图形，很容易看出这个不等式的一个直观证明：以上两个积分式所表示的区域之和比由{\displaystyle a}和{\displaystyle b}组成的矩形的面积大。